# Robert Jacks
Robert Nick Jacks  (Monterey, Califórnia, 09 de Agosto de 1959 — Austin, Texas, 8 de Agosto de 2001) foi um ator e compositor de trilha sonora norte-americano.

## Carreira
Jacks é mais lembrado por seu papel como o assassino louco Leatherface no filme de terror de 1994, "Massacre da Serra Elétrica - O Retorno (The Return of the Texas Chainsaw Massacre)". 
O filme também estrelado por um jovem Matthew McConaughey e Renée Zellweger.  
Também um músico, Jacks compôs e gravou a canção (com Deborah Harry do Blondie fame), "Der Einzingerweg", para a Trilha Sonora do filme. 
Jacks também apareceu em "Scary Movie" em 1989, e fez um trabalho de voz para "Slacker" em 1991. 
Ele também participou e escreveu a música do musical de punk rock, "Trouble Boy", apresentou um programa de rádio com o músico Gibby Haynes, e fundou a Viscera Music Record Company.
Ele morreu de um aneurisma abdominal, um dia antes de seu aniversário de 42 anos. Seu corpo foi cremado e as cinzas dadas para a família e amigos.

## Como ator
- 1994 - Massacre da Serra Elétrica - O Retorno (The Return of the Texas Chainsaw Massacre), Leatherface Slaughter
- 1991 - Slacker, Club Owner (voz) (não creditado)
- 1989 - Scary Movie, Rowdy

## Como compositor / Departamento musical
- 1994 - Massacre da Serra Elétrica - O Retorno (The Return of the Texas Chainsaw Massacre), Canção: "Der Einzingerweg"